# أثر إيكيا

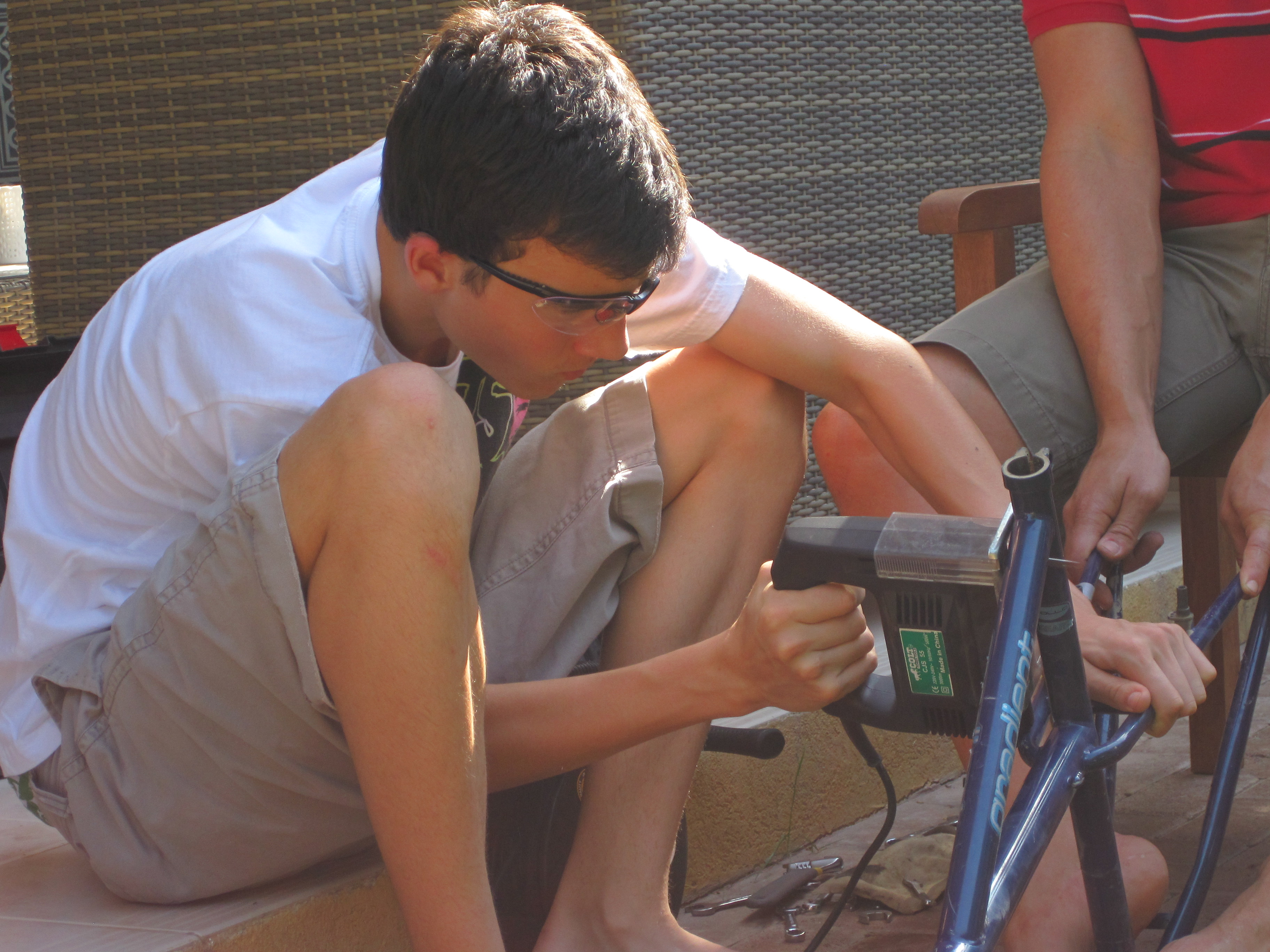
تركيب دراجة هوائية

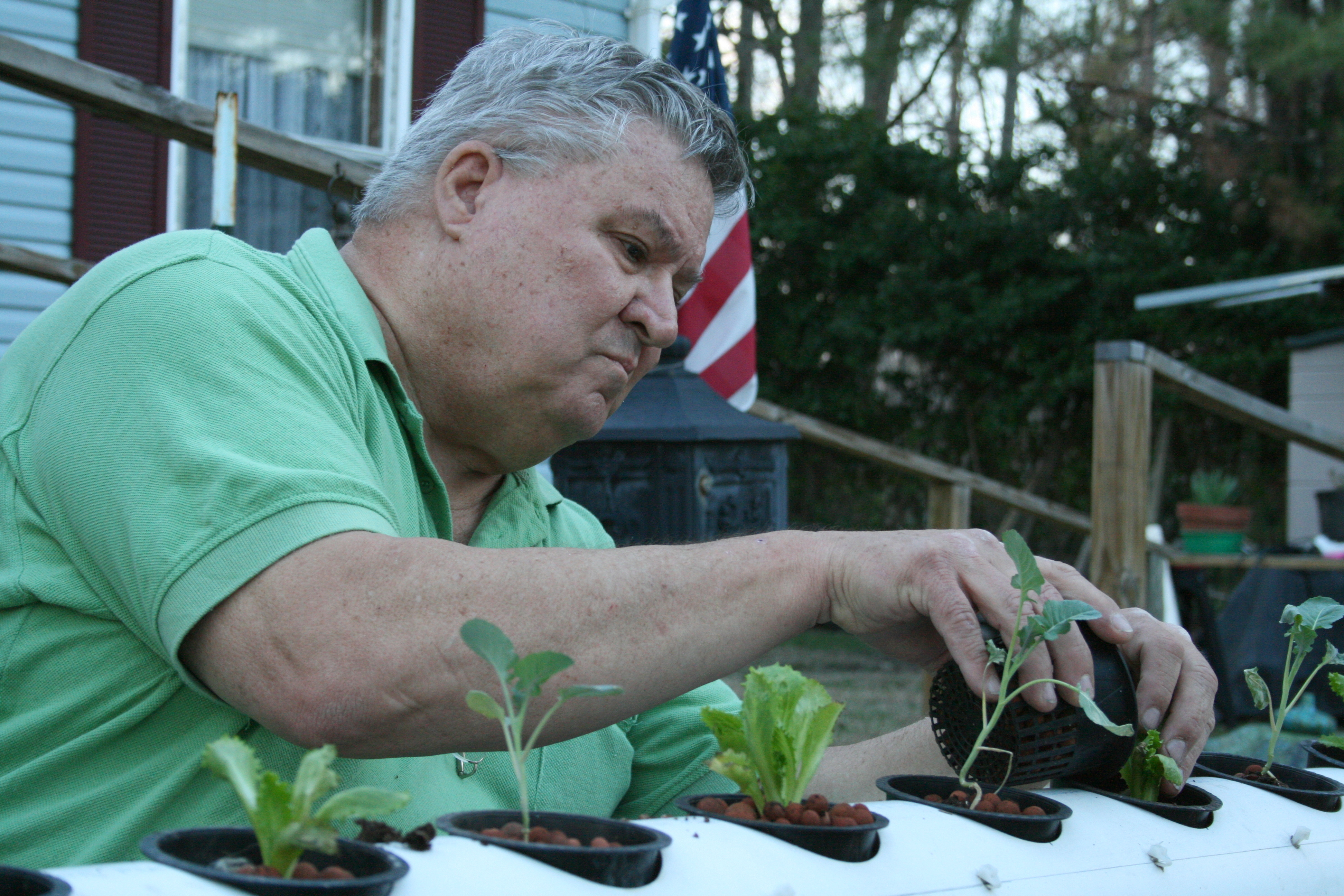
زراعة الخضراوات في نظام زراعي منزلي

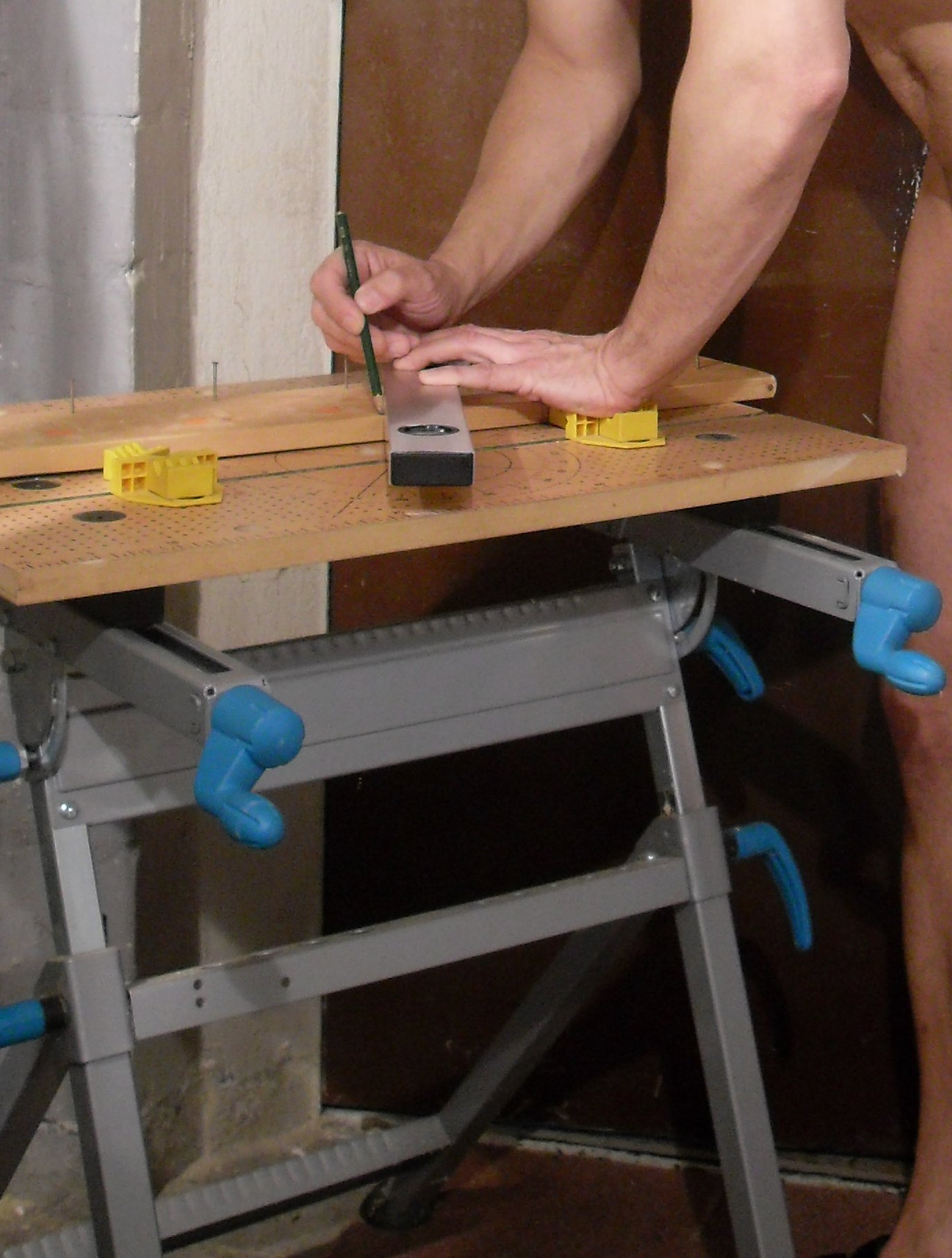
منصة شخصية تستخدم للأعمال الخشبية

أثر ايكيا هو أحد أنواع التحيز المعرفي الذي يجعل المستهلكين يضعون قيمة عالية بشكل لا يتناسب مع القيمة الفعلية للمنتجات التي شاركوا في بنائها بشكل جزئي. الاسم مستمد من شركة الأثاث السويدية ايكيا، والتي تبيع العديد من منتجات الأثاث التي يتطلب من العميل تجميعها وبنائها.
وقد تم وصف هذا الأثر على النحو التالي: سعر منتجات ايكيا منخفض لأنه تم حذف اجرة عمالة التركيب من معادلة تحديد سعر المنتجات. وكل ما يتطلب من عميل ايكيا هو مفك ومفتاح براغي، ومطرقة ذات راس مطاطي، ويصبح بإمكانه بناء اثاث منزل متكامل بميزانية مالية محدودة. ولكن ماذا يحدث للعملاء لاحقاً؟ في دراسة اجريت على عملاء ايكيا وجدوا انهم يتعلقون بهذه المنتجات حتى لو تم تركيبها بشكل خاطئ أو كان أحد اجزائها مفقود!  لانهم وبكل بساطة متعلقين بالجهد الذي بذلوه في بناء هذه المنتجات، والذي يقودهم إلى الوقوع في حب هذه المنتجات لأنها أصبحت من انجازاتهم! 

## الأبحاث الاكاديمية
الأبحاث الاكاديمية
وقد أظهر جيبس ودروليت (2003) أن رفع مستويات الطاقة لدى العملاء يمكن أن يقودهم لاختيار منتجات تتطلب جهداً أكبر. ولكن تم تحذير الشركات ان لا تزيد من مستوى التحدي والجهد المطلوب، خشية أن يكون العملاء غير قادرين على اكمال المهمة، وبالتالي يتكون لديهم شعور بعدم الرضا. وتشير البحوث التي أجراها داهل وموريو (2007) إلى أن العملاء يشعرون بالراحة إذا كان هناك مجال محدود للأبداع عند تجميع المنتجات وتركيبها وهذا ما تفعله ايكيا تحديداً، عدد محدد من البراغي والقطع بدون زيادة أو نقصان. [2]

## أمثلة
وقف الكاتب تايلر تيرفورين على مثال حي لأثر ايكيا عندما قام بجولة في منزل كان للبيع بسعر مبالغ فيه، وعندما حاول التحقق، اكتشف أن السبب الذي دفع المالكة إلى المبالغة في تقدير سعر منزلها بشكل كبير هو بسبب انها "بنت هذا المنزل بنفسها وصممت كل جزء فيه بناءً على ذوقها الخاص". وفي حين انها مقتنعة بأن هذا البيت "تحفة فنية" لا نظير له، رأى "تيرفورين" ان هذا المنزل مثله مثل أي منزل اخر ولكن بألوان لا تعجبه ولم يقم بالمشاركة في اختيارها. تيرفورين هو أيضا وقع ضحية لأثر ايكيا في مناسبات مختلفة: يقول: "كان لدي علاقة خاصة مع سيارتي القديمة لأنني دائما الاهتمام بها وأصلح أي عطل فيه. 
يقال إن أثر ايكيا يرى بوضوح عندما يفتح المجال للمبرمجين للمساعدة (تطوعاً) في إنشاء برامج مفتوحة المصدر وأنظمة تشغيل، مثل لينكس.
وجد أثر ايكيا في الحيوانات ايضاً، مثل الفئران وطيور الزرزوريات والتي تفضل الطعام الذي يأتي من مصادر يتطلب منها بعض الجهد. 

### في عالم المال ولاعمال
نصح تيرفورين أصحاب الأعمال بفعالية استخدام اثر ايكيا على عملائهم، وقال: «حيثما أمكن، دعهم يساهمون في تصميم المنتجات والخدمات المقدمة بما يتناسب مع احتياجاتهم، واجعلهم يشعرون وكأن هذه المنتجات والخدمات من إبداعهم ونتيجة جهدهم المبذول في الحصول على مايريدون منك».  في مقال نشر في مجلة فوربس عام 2012 تم تقديم نصيحة للمسوقين بأنه لو سمحتوا لعملائكم في ان يساهموا في تركيب، تجميع أو تصميم المنتجات سيتعلقون بها أكثر، وذلك بتقديم اليه واضحه وسهله يتبعها العميل في التنفيذ، مع ضرورة خلوها من التعقيدات التي قد تقود العميل إلى العزوف عنها. 